# Тразарих
Тразарих (также Тразарик и Тразерих; лат. Trasaricus, Trasericus; вторая половина V — начало VI века) — король гепидов с, возможно, 488 года по 504 или 505 год.

## Биография
Основными нарративными источниками о Тразарихе являются «О происхождении и деяниях гетов» Иордана, «Панегирик Теодориху» Магна Феликса Эннодия и «Хроника» Кассиодора. Также частично сохранилась эпитафия Тразариха.
Тразарих был сыном короля гепидов Трапстилы. По утверждению Павла Диакона, Трапстила погиб в 488 году в битве на Ульке, сражаясь с остготами короля Теодориха Великого. Однако достоверность свидетельства Павла Диакона о гибели Трапстилы подвергается сомнению. Например, Ф. Дан и В. Энслин считали, что Трапстила не погиб в сражении, а правил до самой остгото-гепидской войны 504—505 годов, деля власть над королевством с Гундеритом. В то же время отмечается, что в раннесредневековых исторических источниках о Трапстиле после битвы на Ульке не упоминается, а в начале VI века новым правителем гепидов уже достоверно был его сын. Это свидетельствует в пользу того, что Тразарих был провозглашён правителем гепидов сразу же после сражения с остготами. Вступление Тразариха на престол было совершено в ущерб интересов его двоюродного брата Мунда, который, хотя и был ещё несовершеннолетним, также имел право на престол как сын короля Гиесма.
После ухода остготов в 489 году правителям гепидов удалось восстановить власть над всеми землями своего народа: в том числе, снова установить контроль над Сирмием и сохранить управление Сингидуном. Позднеантичные и раннесредневековые авторы описывали гепидов как особенно варварский народ. На культуру и быт гепидов сильное влияние оказывали соседствовавшие с ними племена. Начиная с V века гепиды были исповедовавшими арианство христианами. В статье о Тразарихе для «Paulys Real-Encyclopädie der Klassischen Altertumswissenschaft» В. Энслин писал, что незадолго до издания опубликованного в 1936 году тома была найдена изготовленная в Сирмии серебряная силиква с монограммой этого короля гепидов.
О правлении Тразариха известно не очень много. В «Панегирике Теодориху» Магна Феликса Эннодия упоминается, что на рубеже V и VI веков власть над гепидами была разделена: большей частью гепидов правил Тразарих, столицей владений которого был город Сирмий, меньшей — Гундерит, владевший землями на северном берегу Дуная. Какие-либо сведения о родственных связях Гундерита в раннесредневековых источниках отсутствуют. Бо́льшая часть современных нам историков предполагает, что он мог быть младшим сыном короля Трапстилы. Однако также возможно, что столь близких родственных связей между Трапстилой и Гундеритом не было. По одному мнению, Гундерит и Тразарих были королями-соправителями, разделившими власть над землями гепидов после гибели Трапстилы, по другому — Гундерит не носил королевский титул, а был только вождём состоявших в основном из гепидов военных отрядов, живших за счёт грабительских набегов. Возможно, разделению власти в королевстве способствовала враждебность части гепидов к остготам. Это подтверждается словами Магна Феликса Эннодия, сообщавшего о долговременной распре между Гундеритом и Теодорихом Великим.
Около 500 года достигший совершеннолетия Мунд бежал от двора Тразариха на правый берег Дуная. Здесь он собрал большое войско из местных крестьян и разбойников, с которым нападал как на владения гепидов, так и на придунайские области Византии.
Неизвестно, как складывались отношения между Тразарихом и Теодорихом Великим после того, как остготы завоевали Апеннинский полуостров. Однако в 504—505 годах между двумя королевствами произошёл военный конфликт. Хотя по свидетельствам Магна Феликса Эннодия и Кассиодора накануне столкновения гепидские послы находились при остготском королевском дворе в Равенне и предъявляли Теодориху неприемлемые с его точки зрения требования, инициатором войны современные историки считают правителя остготов. Вероятно, находившийся на вершине своего могущества Теодорих Великий намеревался возвратить себе власть над Сирмием, который принадлежал остготам до 474 года, а затем с согласия византийцев был столицей королевства гепидов. О конфликтах из-за Сирмия между гепидами и остготами сообщается в трудах Прокопия Кесарийского и Магна Феликса Эннодия. Возможно, что одной из причин для начала войны так же было желание короля остготов не допустить сближения Тразариха с Гундеритом и объединения гепидов под властью одного правителя, так как это создало бы серьёзную угрозу для восточных областей его государства. В качестве исполнителя своей воли Теодорих Великий в 504 году послал в поход на гепидов комита Питцу. Тот во главе большого войска выступил в Иллирик и разгромил в сражении вблизи Сирмия войско Тразариха и его союзников, гепидов Гундерита и булгар. Король Тразарих бежал с поля боя, а Сирмий был захвачен остготами. Среди пленённых здесь была и мать правителя гепидов. В следующем году с помощью Мунда Питца разбил в сражении при Горреум Марги войско военного магистра Иллирика Флавия Сабиниана. Эти победы не только позволили остготам установить власть над землями вокруг Сирмия, но и присоединить к своим владениям территории бывших римских провинций Паннонии Второй и Верхней Мёзии с городом Сингидун.
О дальнейшей судьбе Тразариха сведений в нарративных источниках не сохранилось. Однако эпиграфические данные свидетельствуют, что после разгрома в битве при Сирмии король нашёл убежище в Византии. Он был радушно принят при дворе византийского императора Анастасия I и получил должность комита доместиков. Тразарих был похоронен в Константинополе (современный Стамбул), так как здесь в 2006 году была обнаружена мраморная плита с его эпитафией. Хотя первоначально в надписи указывалось количество прожитых Тразарихом лет, из-за повреждения текста на основании этого артефакта дату смерти бывшего короля гепидов установить невозможно.
Возможно, одноимённый Тразариху византийский военный магистр в Риме, упоминаемый в эпитафии 589 года из базилики Святой Пракседы, был его потомком. Мнение о том, что король и военный магистр — одна персона, ошибочно.
После поражения при Сирмии гепиды попали под власть остготов. Освободиться от этой зависимости им удалось только после смерти Теодориха Великого. Следующим после Тразариха известным правителем гепидов, носившим королевский титул, был Гелемунд, упоминавшийся в исторических источниках в 540-х годах.

## Комментарии
1. ↑  Ф. Дан ошибочно датировал битву 489 годом[5].
2. ↑  Ф. Дан, не указывая родственных связей Гундерита, называл его вторым (наряду с Трапстилой) правителем гепидов в начале VI века[5].